# Gimnastică la Jocurile Olimpice de vară din 2024 - Paralele inegale feminin
Proba feminină de gimnastică paralele inegale de la Jocurile Olimpice de vară din 2024 a avut loc în perioada 28 iulie-4 august 2024 la Palatul Sporturilor din Paris-Bercy din Paris, Franța.

## Program
Orele sunt ora Franței (UTC+1)
| Data                    | Oră   | Etapă      |
| ----------------------- | ----- | ---------- |
| Duminică, 28 iulie 2024 | 09:30 | Calificări |
| Duminică, 4 august 2024 | 15:40 | Finala     |

## Rezultate

### Calificări
Rezultate calificări.
| Loc | Gimnastă             | Dificultate | Execuție | Penalizare | Total  | Rezultat  |
| --- | -------------------- | ----------- | -------- | ---------- | ------ | --------- |
| 1   | Kaylia Nemour (ALG)  | 7,1         | 8,500    |            | 15,600 | Q         |
| 2   | Qiu Qiyuan (CHN)     | 6,8         | 8,266    |            | 15,066 | Q         |
| 3   | Sunisa Lee (USA)     | 6,4         | 8,466    |            | 14,866 | Q         |
| 4   | Nina Derwael (BEL)   | 6,5         | 8,233    |            | 14,733 | Q         |
| 5   | Zhang Yihan (CHN)    | 6,4         | 8,300    |            | 14,700 | Q         |
| 6   | Alice D'Amato (ITA)  | 6,3         | 8,366    |            | 14,666 | Q         |
| 7   | Becky Downie (GBR)   | 6,6         | 8,066    |            | 14,666 | Q         |
| 8   | Helen Kevric (GER)   | 6,2         | 8,400    |            | 14,600 | Q         |
| 9   | Simone Biles (USA)   | 6,2         | 8,233    |            | 14,433 | Rezerva 1 |
| 10  | Rebeca Andrade (BRA) | 6,1         | 8,300    |            | 14,400 | Rezerva 2 |
| 11  | Sanna Veerman (NED)  | 6,4         | 8,000    |            | 14,400 | Rezerva 3 |

Rezerve
1. Simone Biles (USA)
2. Rebeca Andrade (BRA)
3. Sanna Veerman (NED)

### Finala
Rezultate finală.
| Loc | Gimnastă            | Dificultate | Execuție | Penalizare | Total  |
| --- | ------------------- | ----------- | -------- | ---------- | ------ |
| 1   | Kaylia Nemour (ALG) | 7,2         | 8,500    |            | 15,700 |
| 2   | Qiu Qiyuan (CHN)    | 7,2         | 8,300    |            | 15,500 |
| 3   | Sunisa Lee (USA)    | 6,4         | 8,400    |            | 14,800 |
| 4   | Nina Derwael (BEL)  | 6,5         | 8,266    |            | 14,766 |
| 5   | Alice D'Amato (ITA) | 6,4         | 8,333    |            | 14,733 |
| 6   | Helen Kevric (GER)  | 6,4         | 8,166    |            | 14,566 |
| 7   | Becky Downie (GBR)  | 6,5         | 7,133    |            | 13,633 |
| 8   | Zhang Yihan (CHN)   | 6,1         | 6,700    |            | 12,800 |